# Lucieni (okręg Ardżesz)
Lucieni – wieś w Rumunii, w okręgu Ardżesz, w gminie Hârtiești. W 2011 roku liczyła 332 mieszkańców.